# 水利部珠江水利委员会
32°54′59.36″N 117°23′32.11″E / 32.9164889°N 117.3922528°E
珠江水利委员会，全称水利部珠江水利委员会，简称珠江委，驻地广东省广州市，是中华人民共和国水利部的派出机构。代表水利部行使所在珠江流域、韩江流域、澜沧江以东国际河流（不含澜沧江）、粤桂沿海诸河和海南省区域内的的水行政主管职责。是具有行政职能的事业单位。

## 历史
1937年成立珠江水利局，1938年广州沦陷前内迁。抗日战争胜利后，珠江水利局迁回广州。1947年改称珠江水利工程总局，1949年后副局长刘兆伦，1953年撤销。1957年成立珠江流域规划委员会，设立珠江流域规划办公室（主任刘兆伦），水利部成立部直属的广州水利勘测设计院（院长刘兆伦)和珠江流域规划办公室，1958年撤销。 
1979年8月13日,国务院批转同意水利部《关于成立珠江水利委员会的报告》。初建时只有划拨的位于旧天河机场以北石碑村林和村的广东省水电科学研究所一栋1957年建造的五层办公楼（珠江委又加盖一层）与几栋宿舍楼，北侧紧邻广九铁路，现称“珠委大院”。1979年10月1日挂牌办公。1980年主持编制了《珠江流域规划任务书》，1986年12月编制完成《珠江流域综合利用规划报告》，1993年5月国务院以国函(1993)70号批复了《珠江流域综合利用规划纲要》。

## 主要职责
水利部珠江水利委员会的主要职责是：

## 机构设置
内设14个处室，下属有7个事业单位和1个企业单位、1个委控股企业单位。以控股单位的出资人身份，代水利部管理广西右江水利开发有限责任公司。事业人员编制总数664名，其中行政执行人员编制共196名，公益事业人员编制468名。企业编制人员587人。
- 办公室 内设综合科（保卫科）、秘书科（宣传科）、机关财务科。
- 规划计划处 内设规划科、计划科。
- 水政水资源处（水政监察总队） 内设水资源管理科、政策法规科、水政监察科（水政监察总队办公室）。
- 财务处 内设预算管理科、资产管理科、财务科。
- 人事处 内设干部科、综合与劳资科、人才与培训科。
- 国际河流与科技处 内设国际合作科、科技管理科。
- 建设与管理处：1990年以后兼基本建设工程质量监督中心站。2002年由基建处改名。 内设建设管理科、工程管理科。负责水利工程建设管理、已建水利工程管理、珠江委基础设施工程建设管理。
- 水土保持处 内设综合科、监督科。
- 农村水利处 内设农村水利科、监督管理科。
- 安全监督处 内设安全生产科、稽查科。
- 防汛抗旱办公室：2006年成立。内设综合科、调度科、工程与减灾科。
- 监察处（审计处） 内设综合科。
- 离退休职工管理处 内设综合科。
- 直属机关党委 内设直属机关党委办公室、直属机关团委。
- 中国农林水利工会珠江委员会 内设工会办公室。
- 珠江流域水资源保护局
- 珠江水利委员会水文局（副局级、与珠江流域水资源保护局合署办公）
- 珠江水利委员会珠江水利科学研究院（副局级）：2001年由水利部直属科研单位改为珠江委管理的水利事业单位。
- 珠江水利委员会西江局（正处级）
- 珠江水利委员会珠江水利综合技术中心（信息中心）（正处级）：2004年成立。工作职责之一是负责珠江水利的技术审查工作。
- 珠江水利委员会服务中心（正处级）：负责小基建工程的建设管理工作。
- 珠江水利委员会珠江流域水土保持监测中心站（正处级）
- 珠江水利水电开发有限公司：1984年成立，参与磨刀门治理和开发。1985年9月又参与对澳门供水的项目。[4]
- 中水珠江规划勘测设计有限公司
- 广西右江水利开发有限责任公司
- 会刊《人民珠江》

## 历任主任
1. 刘兆伦（1979-1986.1，水利部副部长兼）